# Ferula arrigonii
Ferula arrigonii là một loài thực vật có hoa trong họ Hoa tán. Loài này được Bocchieri mô tả khoa học đầu tiên năm 1988.